# 'Ilaheva Va'epopua
Según la mitología de Tonga, 'Ilaheva Va'epopua ( 'Ilaheva la de Va'epopua en tongano) fue una mujer, hija de Seketo'a, un jefe de Tongatapu, considerado también una especie de dios de Niuatoputapu dependiendo de las fuentes. Sin embargo, todos los relatos coinciden en que 'Ilaheva se convirtió en la esposa de Tangaloa 'Eitumātupu'a y madre de 'Aho'eitu,  el primer rey de la dinastía Tu'i Tonga de Tonga en torno al año 900 d. C.